# The Automobile Thieves
Pour plus de détails, voir Fiche technique et Distribution.
The Automobile Thieves (littéralement « les voleurs d'automobiles ») est un film américain réalisé par James Stuart Blackton, sorti en 1906.

## Fiche technique
- Titre : The Automobile Thieves
- Réalisation : James Stuart Blackton
- Société de production : Vitagraph Company of America
- Société de distribution : Vitagraph Company of America
- Pays d'origine :  États-Unis
- Langue : film muet avec les intertitres en anglais
- Métrage : 300 m
- Format : Noir et blanc — 35 mm — 1,33:1 — Muet
- Genre ; Drame, policier
- Durée : 10 minutes
- Format : 35 mm

## Distribution
- James Stuart Blackton
- Florence Lawrence